# Christoph Leitgeb
Christoph Leitgeb (Graz, Austria, 14 de abril de 1985) es un futbolista austriaco. Juega de centrocampista y su equipo actual es el SK Sturm Graz de la Bundesliga de Austria.

## Biografía
Leitgeb empezó su carrera futbolística en las categorías inferiores del SK Sturm Graz, un club de su ciudad natal. En 2005 pasó a formar parte de la primera plantilla.
En 2007 fichó por el Red Bull Salzburg que pagó por él 1,7 millones de euros.
Tras 12 años en Salzburgo, el 19 de julio de 2019 se hizo oficial su vuelta al SK Sturm Graz.

### Selección nacional
Ha sido internacional con la selección de fútbol de Austria en 41 ocasiones. Su debut como internacional se produjo el 23 de mayo de 2006 en un partido amistoso contra Croacia.
Fue convocado por su selección para disputar la Eurocopa de Austria y Suiza de 2008, donde disputó dos encuentros, uno de ellos como titular.

## Clubes
| Club              | País    | Año       |
| ----------------- | ------- | --------- |
| SK Sturm Graz     | Austria | 2005-2007 |
| Red Bull Salzburg | Austria | 2007-2019 |
| SK Sturm Graz     | Austria | 2019-     |

## Palmarés

### Títulos nacionales
| Título          | Club              | País    | Año  |
| --------------- | ----------------- | ------- | ---- |
| Bundesliga      | Red Bull Salzburg | Austria | 2009 |
| Bundesliga      | Red Bull Salzburg | Austria | 2010 |
| Bundesliga      | Red Bull Salzburg | Austria | 2012 |
| Copa de Austria | Red Bull Salzburg | Austria | 2012 |
| Bundesliga      | Red Bull Salzburg | Austria | 2014 |
| Copa de Austria | Red Bull Salzburg | Austria | 2014 |
| Bundesliga      | Red Bull Salzburg | Austria | 2015 |
| Copa de Austria | Red Bull Salzburg | Austria | 2015 |
| Bundesliga      | Red Bull Salzburg | Austria | 2016 |
| Copa de Austria | Red Bull Salzburg | Austria | 2016 |
| Bundesliga      | Red Bull Salzburg | Austria | 2017 |
| Copa de Austria | Red Bull Salzburg | Austria | 2017 |
| Bundesliga      | Red Bull Salzburg | Austria | 2018 |
| Copa de Austria | Red Bull Salzburg | Austria | 2019 |
| Bundesliga      | Red Bull Salzburg | Austria | 2019 |